# Frankenhauser Kanne
Die Frankenhauser Kanne war ein deutsches Flüssigkeitsmaß und galt nur im Raum Frankenhausen im Fürstentum Schwarzburg-Rudolstadt. In der Literatur wurde das Maß unter Frankenhäuser Kanne geführt.
Der Frankenhauser Kanne waren zwei Dresdner Kannen gleichwertig.
- 1 Frankenhauser Kanne = 1,85 Liter